# Starobelsk
Starobilsk ou  Starobelsk  (em ucraniano:  Старобільськ, em russo:  Старобельск) é uma cidade da Ucrânia, situada no Oblast de Luhansk. Tem 13,32 km² de área e sua população em 2020 foi estimada em 16.917 habitantes.

## História
A cidade é conhecida desde 1686. O status de cidade foi dado em 1938. Durante a Segunda Guerra Mundial, foi o local de uma prisão Soviética para prisioneiros de guerra poloneses, especialmente oficiais. 48 deles morreram no acampamento e foram enterrados no cemitério Chmirov. 
Uma proporção muito grande dos prisioneiros do campo foram massacrados nos mesmos dias do Massacre de Katyn no edifício da NKVD (policia Soviética) em Kharkiv, e enterrados na floresta em Piatykhatky.
Em março de 2022, a cidade foi atacada e capturada por forças invasoras russas no âmbito da Invasão da Ucrânia pela Rússia em 2022. Os russo abandonaram a região em setembro após uma série de contra-ataques ucranianos.